# Ancorina album
Ancorina album är en svampdjursart som först beskrevs av Pedro M. Alcolado och Gotera 1986.  Ancorina album ingår i släktet Ancorina och familjen Ancorinidae.
Artens utbredningsområde är Kuba. Inga underarter finns listade i Catalogue of Life.